# مرتع و محوطه سراسر آ
مرتع و محوطه سراسر A مربوط به دوران‌های تاریخی پس از اسلام است و در شهرستان املش، بخش رانکوه، روستای اربوداردشت واقع شده و این اثر در تاریخ ۲ آبان ۱۳۸۲ با شمارهٔ ثبت ۱۰۶۷۲ به‌عنوان یکی از آثار ملی ایران به ثبت رسیده است.